# Magister equitum
Il Magister equitum (comandante della cavalleria) nella Repubblica romana era un grado militare che veniva assegnato e tolto da un dittatore. L'incarico cessava comunque al momento in cui cessava quello del dittatore.
Il magister equitum  era il principale collaboratore del dittatore, il suo luogotenente. La scelta del magister equitum era di norma lasciata al dittatore, a meno che un Senatus consultum non specificasse, come succedette in alcuni casi, il nome della persona che doveva essere nominata. Il dittatore non poteva rimanere senza un magister equitum che lo supportasse e quindi se quest'ultimo moriva o usciva dalla carica per un qualsiasi motivo se ne doveva nominare un altro.
Al magister equitum veniva assegnato lo stesso imperium di un pretore e di conseguenza era soggetto solo all'imperium del dittatore. Per questo si considerava necessario che la persona che doveva essere nominata magister equitum avesse già ricoperto la carica di pretore, anche se ci furono eccezioni. Il magister equitum aveva le stesse insegne del pretore: la toga praetexta e la scorta di sei littori.
In caso di assenza del dittatore, era il suo rappresentante e aveva quindi i suoi stessi poteri. All'inizio, il magister equitum fu, come indica il nome, il comandante della cavalleria, mentre il dittatore comandava le legioni, cioè la fanteria.

## Storia

### Età regia
Questa carica appare per la prima volta nell'età monarchica di Roma, ma con il nome di Tribunus celerum (tribuno dei celeri), capo dei cavalieri che volgevano la funzione di proteggere il rex. L’ultimo Tribuno dei celeri fu Lucio Giunio Bruto che, rivestendo questa carica, espulse Tarquinio il Superbo e fondò la repubblica romana.

### Età repubblicana
Il primo a ricoprire questa carica fu Spurio Cassio Vecellino nel 501 a.C., durante la dittatura di Tito Larcio Flavo. Il magister equitum più famoso fu probabilmente Marco Antonio, che ricoprì questa carica durante la prima dittatura di Giulio Cesare. L'ultimo fu invece Marco Emilio Lepido, il futuro Triumviro, che fu nominato da Cesare nel 46, 45 e 44 a.C.

### Crisi del III secolo
A partire da Gallieno, e poi sotto gli Imperatori illirici, venne istituito un comando militare di cavalleria, quasi fosse una "riserva strategica" a difesa dei confini imperiali "in profondità". Di questo comando ne parla la Historia Augusta. Sappiamo ad esempio che, una volta proclamato imperatore Claudio il Gotico, dopo l'uccisione di Gallieno, venne affidata ad Aureliano la conduzione della guerra contro i barbari della Meotide (Eruli e Goti), insieme al comando di tutta la cavalleria, in quanto i generali precedenti (come Aureolo), erano incorsi in gravi mancanze, poiché avevano attaccato battaglia senza attendere gli ordini di Claudio.

### Al tempo dellaNotitia dignitatum(nel 400 circa)
Questa carica fu di nuovo istituita in età tardoimperiale da Costantino I col compito di comandare la cavalleria imperiale dell'Impero romano d'Occidente. Si trattava del nuovo ruolo di Magister equitum praesentalis.

#### Ufficiali militari sottoposti al suo controllo
Questo ufficiale militare era a capo di tutte le forze di cavalleria della parte occidentale (parallelamente a quello della fanteria,  chiamato Magister peditum praesentalis), come segue:
1. nel Numerus intra Italiam, a capo della cavalleria del Comes Italiae;[7]
2. nel Numerus intra Gallias, che era a capo dei seguenti funzionari militari: Magister equitum per Gallias, Comes tractus Argentoratensis, Dux Belgicae secundae, Dux Germaniae primae, Dux Mogontiacensis, Dux Sequanicae, Dux tractus Armoricani et Neruicani;[7]
3. nel Numerus intra Illyricum alle cui dipendenze troviamo: il Dux Pannoniae secundae, ilDux Valeriae ripensis, il Dux Pannoniae primae et Norici ripensis e il Dux Raetiae primae et secundae;[7]
4. nel Numerus intra Tingitaniam da cui dipendeva il Comes Tingitaniae;[7]
5. nel Numerus intra Africam da cui dipendeva il Comes Africae, il Dux limitis Mauretaniae Caesariensis e il Dux limites Tripolitani;[7]
6. nel Numerus intra Britannias da cui dipendeva il Comes Britanniarum, il Comes litoris Saxonici per Britannias e il Dux Britanniarum.[7]

Al contrario il Numerus intra Hispanias, era invece sottoposta al Magister militum praesentalis per le Hispaniae.

#### Unità militari controllate
Alle sue dipendenze vi erano poi le seguenti unità, secondo la Notitia dignitatum:
- 10 vexillationes palatinae:[8] Comites seniores, Equites promoti seniores, Equites brachiati seniores, Equites brachiati iuniores, Equites Batavi seniores, Equites cornuti seniores, Equites cornuti iuniores, Comites Alani, Equites Batavi iuniores, Equites constantes Valentinianenses seniores;
- 32 vexillationes comitatenses:[8] Equites armigeri, Equites I Gallicani, Equites VIII Dalmatae, Equites Dalmatae Passerentiaci, Equites Mauri alites, Equites Honoriani Taifali iuniores, Equites Honoriani seniores, Equites Mauri feroces, Equites Constantiani felices, Equites scutarii, Equites stablesiani Africani, Equites Marcomanni, Equites armigeri seiores, Equites sagittarii clibanarii, Equites sagittarii Parthi seniores, Equites primo sagittarii, Equites II sagittarii, Equites III sagittarii, Equites IV sagittarii, Equites sagittarii Parthi iuniores, Equites cetrati seniores, Comites iuniores, Equites promoti iuniores, Equites sagittarii iuniores, Equites cetrati iuniores, Equites Honoriani iuniores, Equites armigeri iuniores, Equites II scutarii iuniores, Equites stablesiani Italiciani, Equites sagittarii Cordueni, Equites sagittarii seniores, Cuneus equitum promotorum.